# جیمز دیکینسون (بازیکن فوتبال)
جیمز دیکینسون (انگلیسی: James Dickinson؛ زادهٔ) بازیکن فوتبال اهل بریتانیا است.
از باشگاه‌هایی که در آن بازی کرده‌است می‌توان به باشگاه فوتبال پادیام و باشگاه فوتبال برنلی اشاره کرد.